# Lac Macquarie
Pour les articles homonymes, voir Macquarie.
Le lac  Macquarie avec ses 110 km2 de surface, est la plus grande lagune  d'Australie. Il est situé à 150 km au nord de Sydney, en Nouvelle-Galles du Sud. Il est relié à l'océan Pacifique par un court chenal et séparé de l'océan  par une bande de terre de quelques kilomètres de large. Sa  forme est irrégulière. Une ile déserte, Pulbah Island (le nom Pulbah veut dire île en langage aborigène local), occupe son centre. C'est un lieu de tourisme très populaire mais le camping y est interdit. 
Le lac fut découvert accidentellement en 1800 par le capitaine William Reid et baptisé ensuite du nom de Macquarie en l'honneur du gouverneur Lachlan Macquarie. Son nom aborigène est Awaba Lake.